# Joshua Holtby
Joshua Holtby [həʊltbɪ] (* 20. Januar 1996 in Erkelenz) ist ein deutsch-britischer Fußballspieler. Er stand als Profi zuletzt bei Borussia Mönchengladbach II unter Vertrag und spielt mittlerweile bei den SF Uevekoven in der Bezirksliga.

## Kindheit und Familie
Holtbys Mutter ist Deutsche, sein Vater ist Brite, der als Soldat in Deutschland stationiert war. Neben der deutschen besitzt er die britische Staatsbürgerschaft. Sein älterer Bruder Lewis (* 1990) ist ebenfalls Fußballspieler, spielte u. a. in der Bundesliga und Premier League und ist dreifacher deutscher Nationalspieler.

## Vereine
Holtby spielte bis 2015 13 Jahre lang in der Jugend von Borussia Mönchengladbach und anschließend in der 2. Mannschaft. Er hatte bei Borussia Mönchengladbach einen Vertrag bis zum Sommer 2017. In der Saison 2016/17 wechselte er ablösefrei zum SV Rödinghausen. Bereits ein Jahr später schloss er sich dem FC Wegberg-Beeck an. Ab 1. Juli 2018 war er bei Alemannia Aachen unter Vertrag. Sein Vertrag lief bis zum 30. Juni 2019, wurde jedoch im Dezember 2018 vorzeitig aufgelöst. Holtby spielte somit von 2015 bis 2018 in der Regionalliga West. Im Januar 2019 schloss Holtby beim niederländischen Zweitligisten MVV Maastricht einen Vertrag bis zum Ende der Saison 2018/19 ab.  Das erste Spiel in der niederländischen Profiliga Eerste Divisie machte er am 13. Januar 2019 im Heimspiel des MVV Mastricht gegen den FC Twente Enschede. Im April 2019 verlängerte er den Vertrag beim MVV Maastricht um eine weitere Saison bis zum 30. Juni 2020.
Er kehrte nach diesem Jahr nach Deutschland zurück und schloss sich dem Regionalligisten Preußen Münster an, wechselte aber im Januar 2022 wieder zu Borussia Mönchengladbach II. Aufgrund einer Innenbandverletzung als auch einer Blinddarmoperation kam er in der Saison 2022/23 nur auf 9 von 34 möglichen Spielen in der Regionalliga. Borussia verlängerte seinen zum Ende der Saison endenden Vertrag nicht. Darauf erklärte Holtby Mitte Juni 2023 das Ende seiner Profikarriere.
In der Saison 2023/24 spielt er bei den Sportfreunden Uevekoven in der Bezirksliga Mittelrhein. Daneben will er eine Umschulung zum Groß- und Außenhandels-Kaufmann machen.

## Erfolge
- Mittelrheinpokal-Sieger: 2019
- Westfalenpokal-Sieger: 2021